# Floortje bellefleur
Floortje (tot 1994 uitgegeven onder de naam Floortje bellefleur) is een boekenserie voor meisjes waarvan het eerste boek in 1968 verscheen. De oorspronkelijke serie werd geschreven door Pieter Grashoff, onder het pseudoniem Cok Grashoff. Toen Pieter Grashoff in 1980 stopte met het schrijven van kinderboeken, nam zijn echtgenote Janna Grashoff-Hageman het schrijven onder dit pseudoniem over. De illustraties van de Floortje bellefleur-serie werden gemaakt door Lies Veenhoven en Melanie Broekhoven. De serie behoorde tot de meest gelezen boekenseries van Uitgeverij Kluitman.
De hoofdpersoon van het boek is het meisje Floortje. Floortje is een zelfstandig meisje. Ze helpt graag, houdt van dieren en neemt graag initiatief. Ze wordt door haar vader bellefleur genoemd, omdat haar wangen zo rood zijn als de appel bellefleur. Ze woont in een bakkerij aan huis, met haar ouders Hugo en Margriet, haar oudere zus en haar vier jongere broertjes. Haar beste vriendin is Cynthia Clarke. Samen met hen beleeft Floortje allerlei avonturen.
In de beginjaren van de boekenserie was bellefleur in het algemeen spraakgebruik een gangbare bijnaam voor meisjes met appelwangetjes. Door de jaren heen veranderde dit, en vanaf 1995 werd de bijnaam van de hoofdrolspeelster dan ook uit de titel weggelaten. Ook bij herdrukken werd bellefleur uit de titel geschrapt. In 2002 is de Floortjeserie met goedvinden van Pieter Grashoff overgenomen door Suzanne Buis. Op verzoek van de uitgever heeft ze negen bestaande delen volledig herzien en gemoderniseerd en schreef ze er meerdere nieuwe delen bij. In de door haar bewerkte delen staat Suzanne Buis uitsluitend in het colofon vermeld; op het omslag staat nog steeds Cok Grashoff. Op de nieuw geschreven delen staan de namen Cok Grashoff en Suzanne Buis samen op het omslag.

## Uitgaves
Onderstaande boeken verschenen in de Floortje (bellefleur)-serie. De volgorde van verschijnen is zo goed mogelijk aangehouden. Waar bekend is ook het verschijningsjaar vermeld.

### Geschreven door Cok Grashoff
- Floortje bellefleur (1968)
- Dappere Floortje bellefleur
- Floortje bellefleur en haar hamster
- Floortje bellefleur wint een kangoeroe
- Floortje bellefleur en het schoolreisje
- Floortje bellefleur gaat naar Texel
- Floortje bellefleur vindt een poes
- Floortje bellefleur maakt de schoolkrant
- Floortje bellefleur bakt pannekoeken
- Floortje bellefleur en de kinderkermis
- Floortje bellefleur krijgt een pony
- Floortje bellefleur redt een hondje
- Bellefleur vindt een zeehond
- Floortje bellefleur helpt een vriendin
- Floortje bellefleur op reis
- Floortje bellefleur en het dorpsfeest
- Floortje bellefleur gaat op kamp
- Floortje bellefleur in de sneeuw
- Floortje bellefleur helpt de dieren
- Floortje bellefleur wint een fiets
- Floortje bellefleur op de ski's (1987)
- Floortje bellefleur in de zwemvierdaagse (1988)
- Floortje bellefleur op jazzballet (1989)
- Floortje bellefleur leert ponyrijden (1989)
- Floortje bellefleur met de klas op stap (1990)
- Floortje in Engeland (2002)
- Floortje bellefleur helpt een hond (1991)
- Floortje bellefleur is jarig (1991)
- Floortje bellefleur van 2a
- Floortje bellefleur in het nieuws
- Floortje bellefleur op de dierenambulance
- Floortje bellefleur in de playbackshow
- Floortje bellefleur in de Miss-verkiezing
- Floortje bellefleur als fotomodel
- Floortje bellefleur op fietsvakantie
- Floortje bellefleur in New York
- Floortje bellefleur gaat kamperen
- Floortje op jazzballet (14e)
- Floortje leert ponyrijden (9e of hoger)
- Floortje met de klas op stap
- Floortje helpt een hond (11e of hoger)
- Floortje is jarig (13e)
- Floortje gaat kamperen (10e)

### Geschreven door Suzanne Buis
- Floortje in Engeland (2002)
- Floortje gaat zeilen (2002)
- Floortje in het timmerdorp (2003)
- Actie voor dieren! (2006)
- Floortje op ponykamp (2008)
- Floortje leert schaatsen (2009)
- Floortje op vakantie (2010)
- Floortje op tv (2011)
- Floortje wil voetballen! (2012)
- Floortje en de voorleeswedstrijd (2013)